# Nova Rosalândia
Nova Rosalândia este un oraș în Tocantins (TO), Brazilia.